# Amnesia: The Dark Descent
Amnesia: The Dark Descent (även känt under utvecklingsnamnen Lux Tenebras eller Unknown) är ett spel i genren survival horror, utvecklat av Helsingborgsbaserade Frictional Games som tidigare utvecklat Penumbra-serien. Spelet utspelar sig på 1800-talet och handlar om en man som vaknar upp ensam med minnesförlust i ett förfallet preussiskt slott. Spelet rekommenderas från 18 år.
Spelet fick överlag ett positivt mottagande av recensenterna. IGN gav spelet betyget 85% och kallade det "en oförglömlig upplevelse". Ett flertal spelmagasin har kallat det för "det läskigaste spelet någonsin".

## Handling
Spelet utspelar sig i 1800-talets Preussen i det förfallna slottet Brennenburg, i vars mörka korridorer protagonisten Daniel en dag vaknar upp utan att kunna komma ihåg något om sig själv eller sitt förflutna, förutom att han heter Daniel och bor i Mayfair. Daniel hittar ganska snabbt ett inlägg ur sin egen dagbok och får reda på att han medelst en dryck förvållat sin egen minnesförlust. Dagboken avslöjar inte varför han tagit drycken, förutom detta: "Jag valde att glömma. Försök känna dig betryggad och stärkt av det faktumet. Det finns ett syfte.". Vidare i inlägget uppmanar Daniel sitt framtida minneslösa jag att hitta Alexander von Brennenburg, slottsherren, och döda honom. Daniel varnar också för den "skugga" som jagar honom; enligt dagboken går det inte att kämpa emot skuggan, utan han måste bara fly ifrån och undgå den så länge det går. Ett tecken på att skuggan närmar sig är den röda pulserande köttmassan som dyker upp och sätter sig på väggar, golv, tak och möbler.
Genom återupplevandet av gamla minnen som Daniel får tillbaka i flashbacksekvenser och genom att läsa upphittade berättelser av andra samt dagboksinlägg av sig själv får Daniel veta allt mer om sig själv och det som ägt rum i slottet.
Några månader före spelets början var Daniel på en utgrävningsexpedition i Algeriet i mausoleet Tin Hanan. Efter att i ett stenras ha blivit tillfälligt instängd i den centrala gravkammaren upptäckte Daniel ett blått skimrande klot. Vid beröring gav det honom konstiga syner och hallucinationer. Efter att resten av expeditionsmanskapet hade grävt ut Daniel blev han hemskickad till London på grund av hälsoproblem. En månad efter expeditionen gick Daniel igenom sina upptäckter och hittade då klotet igen, trasigt i flera bitar. Men hur han än försökte kunde han inte sätta ihop delarna igen. Det var som om de inte kom från samma klot, vilket fick Daniel att betvivla om klotet ens någonsin varit helt. Han kontaktar en geolog för att diskutera klotets beskaffenhet. Några dagar senare blev Daniel väckt ur en mardröm och visste plötsligt hur han skulle sätta ihop delarna. Kort därpå märkte Daniel att geologen och medlemmar ur Daniels expedition till Afrika mördats.
I sina studier av klotet läste Daniel alla böcker på ämnet han kunde finna, sökte hjälp på "universitet" (ospecificerat vilket) och skickade brev till olika sakkunniga. Småningom fick Daniel ett svar av friherren Alexander från Preussen som löd: "Jag vet. Jag kan skydda dig. Kom till Brennenburgs slott.". Till en början var Daniel skeptisk, men efter att de senaste veckorna ha plågats av mardrömmar och ha upptäckt att fler av dem som han kommit i kontakt med blivit mördade, kände Daniel att han inte hade något annat val än att anförtro sig åt Alexander.
Vid ankomsten i Preussen övertygar Alexander Daniel att det enda sättet att bli kvitt skuggan är att utvinna så kallad vitae ur människooffer. Genom olika tortyrredskap såsom en järnjungfru och en mässingstjur vari offren kokas till döds bistod Daniel Alexander i tortyren och mördandet av en otalig mängd människor, däribland kvinnor och barn. Småningom insåg Daniel att Alexander bara utnyttjat honom för att komma åt klotet och svor därför att han skulle döda Alexander. Förtvivlad över sina illgärningar och vad Alexander drivit honom till dricker Daniel en glömskedryck för att glömma sina synder.

## Spelmekanik
Amnesia: The Dark Descent (2010) är ett äventyrsspel som utspelas i förstapersonsperspektiv. Spelet använder sig av en kraftfull fysikmotor som möjliggör flera fysikbaserade pussel. Få föremål i spelet används enbart genom att klicka på dem; dörrar, exempelvis, öppnas genom att spelaren håller ner musknappen och drar eller skjuter upp den. Spelaren måste finna föremål och använda dessa på rätt platser för att komma vidare; i vissa fall måste föremål även kombineras.
Förutom den fysiska hälsan måste spelaren även hålla koll på sin mentala hälsa ("sanity"). Om spelaren befinner sig i mörker, bevittnar skrämmande händelser eller stirrar på monster alltför länge kommer Daniels mentala hälsa försämras, vilket bland annat orsakar släpig blick, synvillor samt gör att monstren lättare hittar spelaren. För att förhindra att Daniel tappar förståndet kan spelaren tända facklor, fotogenlampor och andra ljuskällor med så kallade elddon ("tinderboxes") som går att hitta i slottet, eller använda en oljelykta. Eftersom båda dessa resurser är begränsade och monstren har lättare för att se spelaren i ljus, är det en bra idé för spelaren att inte tända för mycket ljus ifall han måste gömma sig snabbt.
Slottet kryllar av monster som inte drar sig för att döda Daniel när de ser honom. Spelaren är helt försvarslös inför fasorna, och ifall ett monster kommer måste han antingen gömma sig eller springa för livet. Spelaren kan stapla upp föremål och gömma sig bakom dem eller barrikadera dörrar, men om monstren ser honom kan de riva ner dörrar och sparka undan alla hinder i sin väg, och de rör sig extremt snabbt när de jagar spelaren. Monstren kan både se och höra spelaren; att ducka gör det svårare för monstren att hitta en, men att springa gör att monstren upptäcker en mycket lättare.

## "Custom Stories"
Spelet erbjuder även möjligheten att spela custom stories, vilka är banor/berättelser gjorda av privatpersoner som går att ladda ner och spela gratis.